# Carex joorii
Carex joorii är en halvgräsart som beskrevs av Liberty Hyde Bailey. Carex joorii ingår i släktet starrar, och familjen halvgräs. Inga underarter finns listade i Catalogue of Life.